# Johann Konrad Füssli

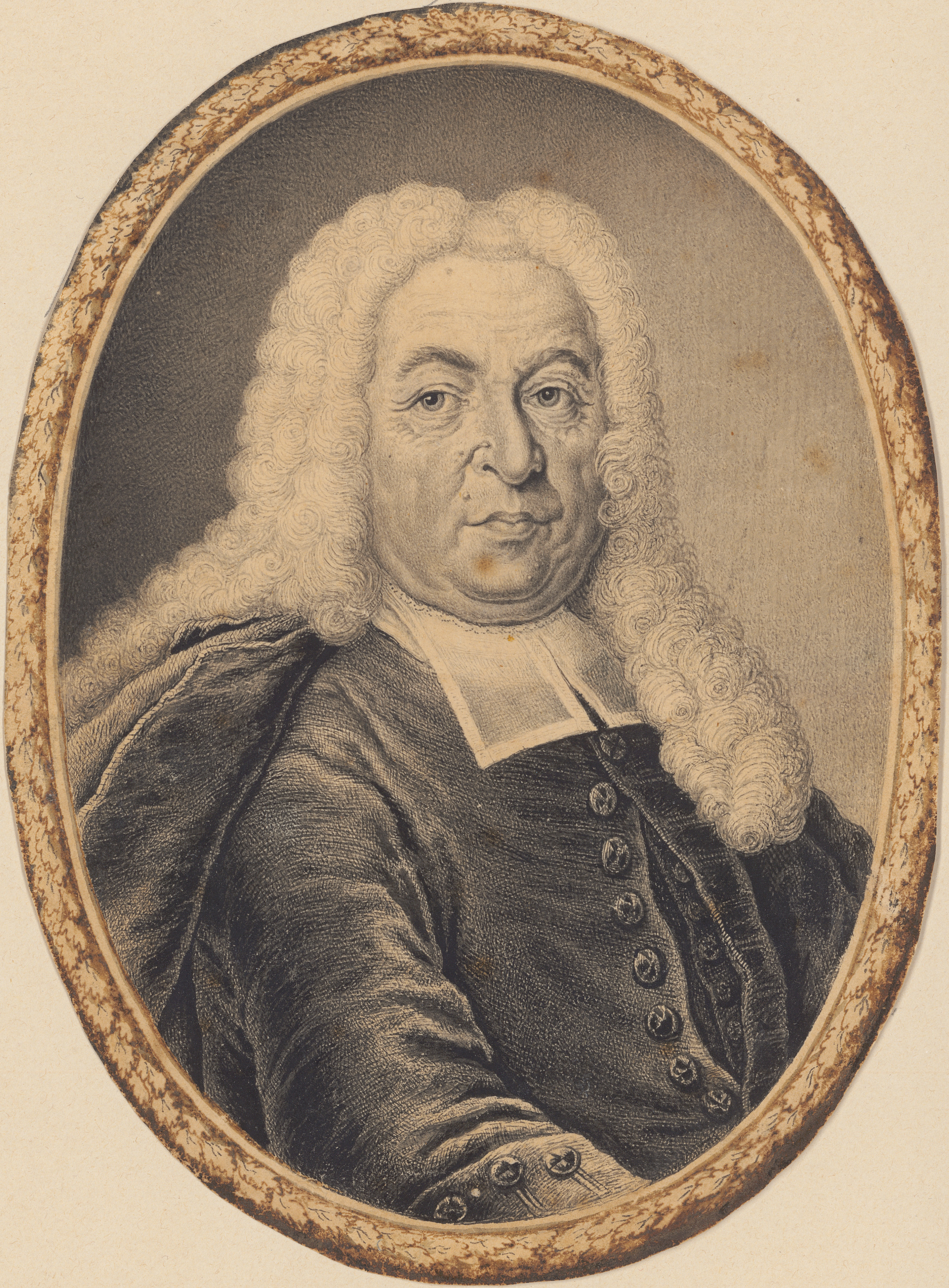
Undatiertes Portrait Füsslis

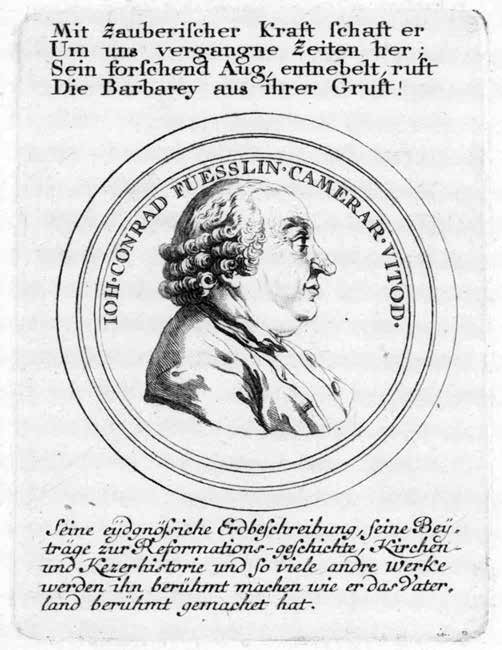
Ca. 1774 entstandenes Portrait Füsslis von David Herrliberger

Johann Konrad Füssli (* 12. August 1704 in Oberwetz; † 27. Juni 1775 in Veltheim, heute Teil der Gemeinde Winterthur) war ein Schweizer Pfarrer und Historiker. Er publizierte diverse Schriften zur Kirchen- sowie zur Schweizergeschichte und war langjähriger Pfarrer der Kirche Veltheim. Er hat in seinen Schriften unter anderem den Aufklärer Johann Jakob Breitinger kritisiert.

## Leben
Füssli wurde am 12. August 1704 als Sohn des ursprünglich aus Zürich stammenden reformierten Pfarrers Melchior Füssli geboren. Seine Mutter Susanna Füssli (geborene Bogert) verstarb 1711, seine Stiefmutter übernahm danach teilweise seine Erziehung. Seine schulische Ausbildung erfolgte in Wetzlar zuerst an der lutherischen Lateinschule und später am Jesuitenkollegium.
Nach dem Tod seines Vaters im März 1718 kam er zusammen mit seinen drei Schwestern bei Verwandten in Zürich unter und besuchte von da an die dortigen weiterführenden Schulen und begann ab 1722 am Collegium Carolinum ein Theologiestudium, das er 1926 später abschloss. Dem damaligen Brauch entsprechend war er zunächst als Hauslehrer tätig, zuerst beim Industriellen Felix Nüscheler in Zürich und dann von 1725 bis 1731 bei Hans Balthasar Keller, dem Landvogt von Eglisau.
In seinen Jahren als Hauslehrer begannen auch Füsslis geschäftliche Verbindungen mit der Verlagsbuchhandlung Orell & Co., durch die auch seine Publikationstätigkeit gefördert wurde. Auf Wunsch des Verlags besuchte er 1736 die Städte Frankfurt, Leipzig und Berlin.
1742 wurde Füssli dann zum Pfarrer an der Kirche Veltheim berufen. Das Amt als Pfarrer in der eher kleinen Gemeinde erlaubten Füssli auch weiterhin publizistisch tätig zu sein. Zwei Jahre später, 1744, wurde er in Winterthur zum Stellvertreter des Kämmerers des Winterthurer Kapitels gewählt – ein Amt, das er später selbst übernahm. Als Hauslehrer unterrichtete er im Veltemer Pfarrhaus mehrere Knaben, darunter auch Friedrich von Hotze und durch ihn soll in Veltheim eine «Tugend und Wissenschaft liebende Jugend erblüht sein». Daneben richtete er in der Gemeinde ein Witwen- und Waisenfonds ein, führte nach dem Vorbild von Jakob Gujer in seiner Gemeinde eine Landwirtschaftsreform durch und institutionalisierte den landwirtschaftlichen Unterricht für Bauernsöhne.
Füssli verstarb nach einem Schlaganfall am 27. Juni 1775 in Veltheim. In seinem Testament bedachte er vor allem die Gemeinde Veltheim, wobei seine Bibliothek und Handschriftensammlung gegen eine Entschädigung an letztendlich an die Stadtbibliothek Zürich gingen. Zwei Jahre nach seinem Ableben liess die Kirche Veltheim ihm zu Ehren am nordöstlichen Ende des Langhauses eine Gedenktafel einlassen.

## Werk
Füssli war ab 1734 bis zu seinem Tod literarisch tätig, teilweise auch unter den Pseudonymen Alitheadotoski, Antisatanatuski und Phileleutherios. Der grösste Teil seiner Arbeit umfasst dabei die Reformationsgeschichte der Schweiz. Seine umfassende Publikationstätigkeit ist nirgends zentral archiviert, selbst das Werkverzeichnis der Zentralbibliothek Zürich umfasst nur ein Viertel seiner Werke. Das Œuvre Füsslis umfasst gemäss einer Auflistung von Lavater-Briner 55 gedruckte Werke (davon drei posthum veröffentlicht), 11 unveröffentlichte Werke, 13 Briefwechsel sowie weitere, unsicher zugewiesene Werke.
Seine ersten Publikationen waren Beiträge zur Historiographie, zur Bibel- und Alphilogie und kommentierte Editionen zu Urkunden der Reformation. Spätere grössere Werke waren unter anderem die von 1741 bis 1753 publizierten fünfbändigen Beyträge zur Erläuterung der Kirchen-Reformations-Geschichten des Schweitzer-Lands sowie die 1770 bis 1774 entstandene dreibändige Unpartheyische Kirchen- und Ketzerhistorie der mittlern Zeit. Der erste Band dieser Kirchen- und Ketzergeschichte wurde 1773 vom noch jungen Schweizer Geschichtsschreiber Johannes von Müller besprochen. Ebenfalls zu bemerken ist die 1770–1772 in vier Bänden erschienene Staats- und Erdbeschreibung der schweizerischen Eidgenossschaft, in dem er immer wieder auf Johann Konrad Fäsis konkurrenzierendes Werk Bezug nahm und dieses auf polemische Art kritisierte. Zuweilen wurden Werke Füsslis von den Zensoren in Zürich auch mit einem Publikationsverbot versehen, so geschehen mit einem Aufsatz Füsslis über antitrinitarische Neigungen bei Albigensern und Waldensern. Dies führte dazu, dass Füssli seine Werke beispielsweise über Frankfurt oder Bern verlegen liess.
Neben seinem bekanntesten Widersacher Johann Jakob Breitinger und Johann Konrad Fäsi umfasste die Liste seiner literarischen Gegner beispielsweise auch Anton Friedrich Büsching und Johann Kaspar Lavater. Explizit machte dabei neben Breitinger auch Johann Jakob Bodmer Stimmung gegen seine Person. Während Karin Marti-Weissenbach, wohl auch aus dieser literarischen Gegnerschaft heraus, Füsslis aufklärerisches Gedankengut nur in seiner Pädagogik und Ökonomik erkennen mochte, sah dies Hans Rudolf Briner auch in Grundzügen im Gesamtwerk Füsslis.
Füssli befasste sich in seinen Werken, speziell in seiner Kirchen- und Ketzerhistorie, auch mit der Täufergeschichte und setzte sich dabei für eine Rehabilitation der Täufer ein. Auch definierte er den Täuferbegriff so, dass er den in Genf als Ketzer verbrannten spanischen Arzt Michael Servetus für keinen Täufer hielt. Weiter erklärte Füssli die Thebäische Legion bereits 1743 zur lieb gewordenen Sage. Diese Haltung bestätigte er auch nochmals in einer Rezension zur 1760 erschienenen «Schutzschrift für die Tebäische Legion» des Luzerner Grossrats Joseph Anton Felix von Balthasar.
Eines seiner letzten Werke war eine Autobiografie, die in David Herrlibergers «Fortsetzung des schweitzerischen Ehrentempels» publiziert wurde.

## Werke (Auswahl)
Eine Auswahl der eigenständig publizierten Werke Füsslis. Nicht aufgeführt sind Werke in Sammelpublikationen, zum Beispiel eine Vielzahl Artikel im Neuen Hamburgischen Magazin:
- Programma de edendo Thesauro Scriptorum. Zürich 1734.
- Epitome Historiae Helveticae Antiquae. In: Josiae Simleri (Hrsg.): De republica Helvetiorum libri duo. Zürich 1734 (Als 123-seitiger Anhang zum genannten Werk).
- Thesaurus Historiae Helveticae. Zürich 1735.
- Ausführliche Nachricht betreffend die Zürcherische Ausgabe der Schriften Flavii Josephi. Zürich 1736.
- Dissertatio apologetica prima pro Davide, Hebraeorum rege, adversus obtrectationes Petri Baylii. Zürich 1740.
- Beyträge zur Erläuterung der Kirchen-Reformations-Geschichten des Schweitzerlandes.
  - Beyträge zur Erläuterung der Kirchen-Reformations-Geschichten des Schweitzerlandes. Band 1. Zürich 1741.
  - Beyträge zur Erläuterung der Kirchen-Reformations-Geschichten des Schweitzerlandes. Band 2. Zürich 1742.
  - Beyträge zur Erläuterung der Kirchen-Reformations-Geschichten des Schweitzerlandes. Band 3. Zürich 1747.
  - Beyträge zur Erläuterung der Kirchen-Reformations-Geschichten des Schweitzerlandes. Band 4. Zürich 1749.
  - Beyträge zur Erläuterung der Kirchen-Reformations-Geschichten des Schweitzerlandes. Band 5. Zürich 1753.
- Historie des theologischen Haders, welchen der fürnehme und weitfürsichtige Herr, Herr Johann Jacob Breitinger, wider den Rathschluss des Allerhöchsten erreget hat. Frankfurt 1751 (als Antisatanatuski, in Zürich verboten).
- Dissertatio de fanaticis seculo XI. in Italia detectis. Bern 1761.
- Der Christe, ein Soldat unter den Heydnischen Kaysern, in der Geschichte des Kriegs-Obersten Moriz und der Thebäischen Legion, der vermeynten Märtyrer, beleuchtet und von allen Seiten aus kritischen Gründen in XXV. Briefen aufgekläret. Frankfurt und Leipzig 1765 (als Phileleutherios).
- Beleuchtung einiger Artikel in der Encyclopedie oder dem raisonnirenden Wörterbuch der Wissenschaften. Frankfurt 1766.
- Neue und unpartheyische Kirchen- und Ketzerhistorie der mittleren Zeit.
  - Neue und unpartheyische Kirchen- und Ketzerhistorie der mittleren Zeit. Band 1. Frankfurt und Leipzig 1770.
  - Neue und unpartheyische Kirchen- und Ketzerhistorie der mittleren Zeit. Band 2. Frankfurt und Leipzig 1772.
  - Neue und unpartheyische Kirchen- und Ketzerhistorie der mittleren Zeit. Band 3. Frankfurt und Leipzig 1774.
- Staats- und Erdbeschreibung der schweizerischen Eidgenoßschaft.
  - Staats- und Erdbeschreibung der schweizerischen Eidgenoßschaft. Band 1. Schaffhausen 1770.
  - Staats- und Erdbeschreibung der schweizerischen Eidgenoßschaft. Band 2. Schaffhausen 1770.
  - Staats- und Erdbeschreibung der schweizerischen Eidgenoßschaft. Band 3. Schaffhausen 1771.
  - Staats- und Erdbeschreibung der schweizerischen Eidgenoßschaft. Band 4. Schaffhausen 1772.
- Johann Konrad Fueßlin. In: David Herrliberger (Hrsg.): Fortsetzung des schweitzerischen Ehrentempels, oder Helvetische Galerie der Bildnisse verdienstvoller Schweitzer. Zürich 1774 (Volltext in der Google-Buchsuche – Autobiographie).
- Kurzer Innbegriff der Geschichte der Schweizer für Anfänger, in Frag und Antwort. Zürich 1775.
- Andreas Bodensteins, sonst Carlstadt genannt, Lebensgeschichte, zur Erläuterung der Reformations- auch Kirchen- und Gelehrten Historie. Frankfurt und Leipzig 1776 (posthum erschienen, in Wien verboten).